# Volby do Říšské rady 1879
Volby do Říšské rady 1879 byly volby konané ve dnech 28. a 30. června 1879 v Předlitavsku.  Zvoleno v nich bylo 353 členů poslanecké sněmovny (dolní komory) celostátního parlamentu, Říšské rady. Šlo o druhé přímé volby do Říšské rady. Konaly se podle kuriového systému s omezeným volebním právem. 

## Dobové souvislosti
Do roku 1879 vládla v Předlitavsku po několik let vláda Adolfa von Auersperga. Ta se opírala o německorakouské liberální kruhy a formou autonomistických ústupků v Haliči si naklonila i polskou politickou reprezentaci. Tato provládní většina se rozpadla po rakousko-uherské okupaci Bosny a Hercegoviny, jíž němečtí liberálové odmítali.  Následovala přechodná vláda Karla von Stremayra, v níž významnou roli hrál později premiér Eduard Taaffe. Mezitím probíhala jednání s cílem sestavit nové trvalejší vládní uspořádání. Zájem byl hlavně o zapojení českých politiků, kteří se dosud kvůli nenaplněným českým státoprávním ambicím na činnosti rakouského parlamentu odmítali podílet. Koncem roku 1878 proběhla jednání mezi českými zástupci a německými liberály, jejichž výsledkem bylo takzvané Emmersdorfské memorandum. Tato koalice by disponovala značným vlivem. Nakonec ale novou provládní většinu s využitím Čechů dojednal Eduard Taaffe jako představitel konzervativního německorakouského tábora. Součástí dohody bylo dopředu dojednané rozdělení mandátů ve velkostatkářské kurii v Čechách, kde měla 10 mandátů získat česká státoprávní Strana konzervativního velkostatku, zatímco 13 křesel mělo připadnout Straně ústavověrného velkostatku.
Hlasování probíhalo podle kuriového volebního systému, v němž volební právo měla jen část populace, navíc hlasující odděleně v jednotlivých kuriích (velkostatkářská, městská, kurie obchodních a živnostenských komor a kurie venkovských obcí). Volební právo omezoval volební cenzus (daňově definovaný, tedy volit směli jen ti, kteří odváděli na daních nějakou minimální částku).

## Výsledky a dopady voleb
Volby potvrdily novou provládní většinu. Uspěli čeští poslanci a v německorakouských zemích došlo k propadu opozičních německých liberálů o téměř 50 mandátů. 23. září 1879 schválil dohodu s Taaffem klub českých poslanců a Češi tak oficiálně vstoupili na aktivní parlamentní půdu v předlitavské sněmovně a stali se jedním z pilířů vlády Eduarda Taaffeho (takzvaný železný kruh pravice).
Na Říšské radě byl ustaven Český klub sestávající z 54 poslanců (staročeši, mladočeši, česká státoprávní šlechta a čeští poslanci z Moravy). Dalším významným provládním uskupením byl Polský klub s 57 křesly a konzervativní německorakouská Strana práva taktéž s 57 poslanci. Nejsilnějším opozičním klubem byl německý klub liberálů (91 poslanců) a německých sjednocených pokrokářů (54 poslanců). Zbytek sněmovny vyplňovali nezařazení poslanci nebo menší sněmovní frakce.